# Mommsenstadion
Het Mommsenstadion is een multifunctioneel stadion in Berlijn, de hoofdstad van Duitsland. Het stadion is vernoemd naar Theodor Mommsen (1817–1903), Duits geschiedkundige en Nobelprijswinnaar.

## Historie
Het ontwerp van het stadion kwam van architect Fred Forbat. Het stadion werd geopend op 17 augustus 1930 en heette tot 1934 het SCC-Stadion. De club SCC Berlin maakt er gebruik van. In 1936 was dit een van de stadions die werden gebruikt voor voetbalwedstrijden tijdens de Olympische Zomerspelen. Er werden vier wedstrijden gespeeld. In de Tweede Wereldoorlog werd het stadion zwaar beschadigd, ondanks dat kon het in 1948 alweer gebruikt worden. Tussen 1950 en 1956 werd het stadion gerenoveerd. Ook in de periode daarna vonden er steeds uitbreidingen plaats en werd het stadion meerdere keren gemoderniseerd. In 2006 gebruikte het Duitse voetbalelftal het stadion om te kunnen trainen voor het wereldkampioenschap voetbal.

## Interlands
| Voetbalinterlands | Voetbalinterlands | Voetbalinterlands        | Voetbalinterlands | Voetbalinterlands | Voetbalinterlands |
| №                 | Datum             | Wedstrijd                | Uitslag           | Competitie        | Toeschouwers      |
| ----------------- | ----------------- | ------------------------ | ----------------- | ----------------- | ----------------- |
| 1                 | 3 augustus 1936   | Turkije – Noorwegen      | 0–4               | Olympische Spelen | 8.000             |
| 2                 | 5 augustus 1936   | Oostenrijk – Egypte      | 3–1               | Olympische Spelen |                   |
| 3                 | 6 augustus 1936   | Groot-Brittannië – China | 2–0               | Olympische Spelen |                   |
| 4                 | 7 augustus 1936   | Italië – Japan           | 8–0               | Olympische Spelen | 10.000            |